# Академические известия
Академические известия — ежемесячный научно-литературный журнал, издававшейся Академией наук в 1779—1781 годах в Санкт-Петербурге. Всего вышло 8 частей (31 книга); из них последняя (неоконченная) часть состоит из трех книжек, а первые семь имеют по 4 книжки. Редактор — П. Ф. Богданович.
В «Академических известиях» обращено было особенное внимание на ученые труды европейских академий; позднее они стали также касаться сочинений экономических обществ. Несмотря на малочисленность статей по историческим и государственным наукам, журнал был принят публикою с большим сочувствием. Журнал включал в себя сочинения о истории наук и о новейших открытиях наук, извлечения из сочинений наиболее известных академий в Европе, новые изобретения, опыты в естественной истории, химии, физике, механике и в относящихся к ним художествах; академические задачи; любопытные и странные тяжбы и прочие примечательные происшествия. Значительное место занимали информация и рефераты о полезных, открытиях в самых различных областях науки и о практическом их применении и т. д.. «Академические известия» имел два постоянных отдела: 1. История наук, 2. Новые научные исследования, их практическое применение. В первом отделе из номера в номер был издан перевод части первого издания труда французского математика Ж. Э. Монтюкла «История о математике» (фр. «Histoire des mathématiques»). Ряд статей в журнале был посвящен описаниям различных местностей России («О состоянии мест между Волховым и Камою», часть 6, ноябрь и другие); разработке ее естественных богатств («О старинных рудных копях в Сибири», часть 5). Политико-экономические труды сообщают о торговле между Россией и Германией (часть 5, июль), о ярмарках н России (часть 7, январь, с продолжением в 6 номерах). Представляет интерес статья Гильденштедта «Речь о произведениях российских» (часть 4, март, с продолжением в 3 номерах), содержащая прогрессивную для своего времени экономическую программу. Географические статьи разнообразны: об Америке (часть 7, февраль, с продолжением в 5 номерах), о Тибетском государстве (часть 1, март, апрель) и т. д. В журнале помещено было  первое русское нумизматическое исследование — «Опыт о древних российских монетах» Щербатова (часть 6, ноябрь, с продолжением в 8 номерах). Печатались исследования академиков: И. Г. Георги, И. А. Гильденштедта, С. Гмелина младшего, Л. Ю. Крафта, А. И. Лекселя, И. И. Лепехина, Н. Я. Озерецковского, П. С. Палласа. В журнале принимали участие поэты: Богданович, Державин, Княжнин, В. Петров и другие. Переводчики: И. Богаевский, П. Богданович, М. Головин, С. Г. Домашнев и другие. Из произведений художественной литературы были напечатаны ода Г. Р. Державина «Успокоенное неверие» (часть 2, июнь), басня Я. Б. Княжнина «Мор зверей» (часть 2, июль), «Послание к деньгам» И. Ф. Богдановича (часть 2, июль) и другие. Заведовали изданием в разное время академики Румовский, Крафт, Озерецковский и Головин. 